# Курочкіна Ірина Олександрівна
Ірина Олександрівна Курочкіна (біл. Ірына Аляксандраўна Курачкіна; нар. 17 червня 1994, Кругле, Круглянський район, Могильовська область, Білорусь) — білоруська борчиня вільного стилю, дворазова бронзова призерка чемпіонатів світу, чемпіонка та срібна та бронзова призерка чемпіонатів Європи, чемпіонка Європейських ігор. Майстер спорту міжнародного класу з вільної боротьби.
Відібрана як "нейтральний" спортсмен для участі в Олімпіаді 2024 року в Парижі, однак публічно підтримує політику Олександра Лукашенка, що заборонено правилами. 

## Життєпис
Боротьбою почала займатися з 2010 року. Перший тренер Бубенько (Земцова) Ольга Михайлівна. Випускниця Бобруйського училища олімпійського резерву.
Виступає за Школу вищої спортивної майстерності, Могильов. Тренер — Артур Зайцев.
У 2017 році закінчила факультет фізичного виховання Могильовського державного університету імені А. О. Кулешова.
Працює спортсменом-інструктором національної команди Республіки Білорусь з вільної боротьби.

## Спортивні результати на міжнародних змаганнях

### Виступи на Олімпіадах
| Змагання                    | Збірна   | Вагова категорія          | Місце  |
| --------------------------- | -------- | ------------------------- | ------ |
| Літні Олімпійські ігри 2020 | Білорусь | жіноча боротьба, до 57 кг | Срібло |

### Виступи на Чемпіонатах світу
| Змагання                        | Збірна   | Вагова категорія          | Місце  |
| ------------------------------- | -------- | ------------------------- | ------ |
| Чемпіонат світу з боротьби 2013 | Білорусь | жіноча боротьба, до 51 кг | 7      |
| Чемпіонат світу з боротьби 2017 | Білорусь | жіноча боротьба, до 55 кг | Бронза |
| Чемпіонат світу з боротьби 2018 | Білорусь | жіноча боротьба, до 57 кг | 15     |
| Чемпіонат світу з боротьби 2019 | Білорусь | жіноча боротьба, до 57 кг | Бронза |

### Виступи на Чемпіонатах Європи
| Змагання                         | Збірна   | Вагова категорія          | Місце  |
| -------------------------------- | -------- | ------------------------- | ------ |
| Чемпіонат Європи з боротьби 2013 | Білорусь | жіноча боротьба, до 51 кг | 10     |
| Чемпіонат Європи з боротьби 2016 | Білорусь | жіноча боротьба, до 53 кг | Срібло |
| Чемпіонат Європи з боротьби 2018 | Білорусь | жіноча боротьба, до 55 кг | Золото |
| Чемпіонат Європи з боротьби 2019 | Білорусь | жіноча боротьба, до 57 кг | 8      |
| Чемпіонат Європи з боротьби 2020 | Білорусь | жіноча боротьба, до 57 кг | Бронза |
| Чемпіонат Європи з боротьби 2021 | Білорусь | жіноча боротьба, до 57 кг | Золото |

### Виступи на Європейських іграх
| Змагання              | Збірна   | Вагова категорія          | Місце  |
| --------------------- | -------- | ------------------------- | ------ |
| Європейські ігри 2019 | Білорусь | жіноча боротьба, до 57 кг | Золото |

### Виступи на Кубках світу
| Змагання                    | Збірна   | Вагова категорія          | Місце |
| --------------------------- | -------- | ------------------------- | ----- |
| Кубок світу з боротьби 2013 | Білорусь | жіноча боротьба, до 51 кг | 7     |
| Кубок світу з боротьби 2018 | Білорусь | команда                   | 6     |

### Виступи на інших змаганнях
| Змагання                                                         | Збірна   | Вагова категорія          | Місце  |
| ---------------------------------------------------------------- | -------- | ------------------------- | ------ |
| Гран-прі Німеччини з боротьби 2012                               | Білорусь | жіноча боротьба, до 51 кг | 5      |
| Турнір Олександра Медведя 2012                                   | Білорусь | жіноча боротьба, до 51 кг | Бронза |
| Турнір Дана Колова — Николи Петрова 2013                         | Білорусь | жіноча боротьба, до 51 кг | Бронза |
| Гран-прі Німеччини з боротьби 2013                               | Білорусь | жіноча боротьба, до 51 кг | 5      |
| Меморіал Вацлава Циолковського 2013                              | Білорусь | жіноча боротьба, до 51 кг | 8      |
| Гран-прі «Іван Яригін» 2014                                      | Білорусь | жіноча боротьба, до 53 кг | 22     |
| Турнір Олександра Медведя 2014                                   | Білорусь | жіноча боротьба, до 53 кг | 5      |
| Гран-прі Німеччини з боротьби 2014                               | Білорусь | жіноча боротьба, до 53 кг | 13     |
| Гран-прі Іспанії з боротьби 2014                                 | Білорусь | жіноча боротьба, до 53 кг | Бронза |
| Вогні Москви 2014                                                | Білорусь | жіноча боротьба, до 53 кг | 4      |
| Гран-прі «Іван Яригін» 2015                                      | Білорусь | жіноча боротьба, до 53 кг | 5      |
| Турнір Олександра Медведя 2015                                   | Білорусь | жіноча боротьба, до 53 кг | Золото |
| Гран-прі Німеччини з боротьби 2015                               | Білорусь | жіноча боротьба, до 53 кг | 20     |
| Гран-прі Парижа з боротьби 2016                                  | Білорусь | жіноча боротьба, до 53 кг | Бронза |
| Klippan Lady Open 2016                                           | Білорусь | жіноча боротьба, до 53 кг | 5      |
| Олімпійський кваліфікаційний турнір з боротьби 2016 (Улан-Батор) | Білорусь | жіноча боротьба, до 53 кг | 13     |
| Гран-прі Німеччини з боротьби 2016                               | Білорусь | жіноча боротьба, до 55 кг | Золото |
| Кубок Європейських націй з боротьби 2016                         | Білорусь | команда                   | Срібло |
| Золотий Гран-прі з боротьби 2016                                 | Білорусь | жіноча боротьба, до 53 кг | 7      |
| Гран-прі Парижа з боротьби 2017                                  | Білорусь | жіноча боротьба, до 53 кг | 11     |
| Klippan Lady Open 2017                                           | Білорусь | жіноча боротьба, до 55 кг | 8      |
| Київський Міжнародний турнір з боротьби 2017                     | Білорусь | жіноча боротьба, до 55 кг | Срібло |
| Відкритий чемпіонат Польщі з боротьби 2017                       | Білорусь | жіноча боротьба, до 55 кг | 10     |
| Київський Міжнародний турнір з боротьби 2018                     | Білорусь | жіноча боротьба, до 55 кг | Золото |
| Відкритий чемпіонат Китаю з боротьби 2018                        | Білорусь | жіноча боротьба, до 57 кг | 7      |
| Відкритий чемпіонат Польщі з боротьби 2018                       | Білорусь | жіноча боротьба, до 57 кг | 7      |
| Klippan Lady Open 2019                                           | Білорусь | жіноча боротьба, до 57 кг | Срібло |
| Турнір Дана Колова — Николи Петрова 2019                         | Білорусь | жіноча боротьба, до 57 кг | Бронза |
| Київський Міжнародний турнір з боротьби 2019                     | Білорусь | жіноча боротьба, до 57 кг | Бронза |
| Турнір Олександра Медведя 2019                                   | Білорусь | жіноча боротьба, до 57 кг | Золото |
| Кубок світу з боротьби 2020                                      | Білорусь | жіноча боротьба, до 55 кг | Золото |
| Київський Міжнародний турнір з боротьби 2021                     | Білорусь | жіноча боротьба, до 57 кг | Бронза |
| Відкритий чемпіонат Польщі з боротьби 2021                       | Білорусь | жіноча боротьба, до 57 кг | Срібло |

### Виступи на змаганнях молодших вікових груп
| Змагання                                       | Збірна   | Вагова категорія          | Місце  |
| ---------------------------------------------- | -------- | ------------------------- | ------ |
| Чемпіонат Європи з боротьби серед юніорів 2012 | Білорусь | жіноча боротьба, до 51 кг | 8      |
| Чемпіонат світу з боротьби серед юніорів 2012  | Білорусь | жіноча боротьба, до 51 кг | 12     |
| Чемпіонат Європи з боротьби серед юніорів 2013 | Білорусь | жіноча боротьба, до 51 кг | 7      |
| Чемпіонат Європи з боротьби серед юніорів 2014 | Білорусь | жіноча боротьба, до 51 кг | 5      |
| Чемпіонат світу з боротьби серед юніорів 2014  | Білорусь | жіноча боротьба, до 55 кг | 10     |
| Чемпіонат Європи з боротьби до 23 років 2015   | Білорусь | жіноча боротьба, до 53 кг | Срібло |
| Чемпіонат Європи з боротьби до 23 років 2017   | Білорусь | жіноча боротьба, до 55 кг | Золото |
| Чемпіонат світу з боротьби до 23 років 2017    | Білорусь | жіноча боротьба, до 55 кг | Срібло |